# Củng Lưu
Củng Lưu (tiếng Trung: 巩留县; bính âm: Gǒngliú Xiàn; Uyghur:  توققۇزتارا ناھىيىسى‎, ULY:  Tok̡k̡uztara Nah̡iyisi, UPNY:  Toqquztara Nahiyisi?) là một huyện của Châu tự trị dân tộc Kazakh - Ili (Y Lê), khu tự trị Tân Cương, Trung Quốc.

### Trấn
- Củng Lưu (巩留镇)

### Hương
| - Mạc Hô Nhĩ (莫乎尔乡) - Cát Nhĩ Cách Lang (吉尔格郎乡) - A Dát Nhĩ Sâm (阿尕尔森乡) - Đông Mãi Lý (东买里乡) | - Tháp Tư Thác Biệt (塔斯托别乡) - Đề Khắc A Nhiệt Khắc (提克阿热克乡) - A Khắc Thổ Biệt Khắc (阿克吐别克乡) |